# Argyrogrammana venilia
Argyrogrammana venilia is een vlindersoort uit de familie van de prachtvlinders (Riodinidae), onderfamilie Riodininae.
Argyrogrammana venilia werd in 1868 beschreven door H. Bates.